# Road gap

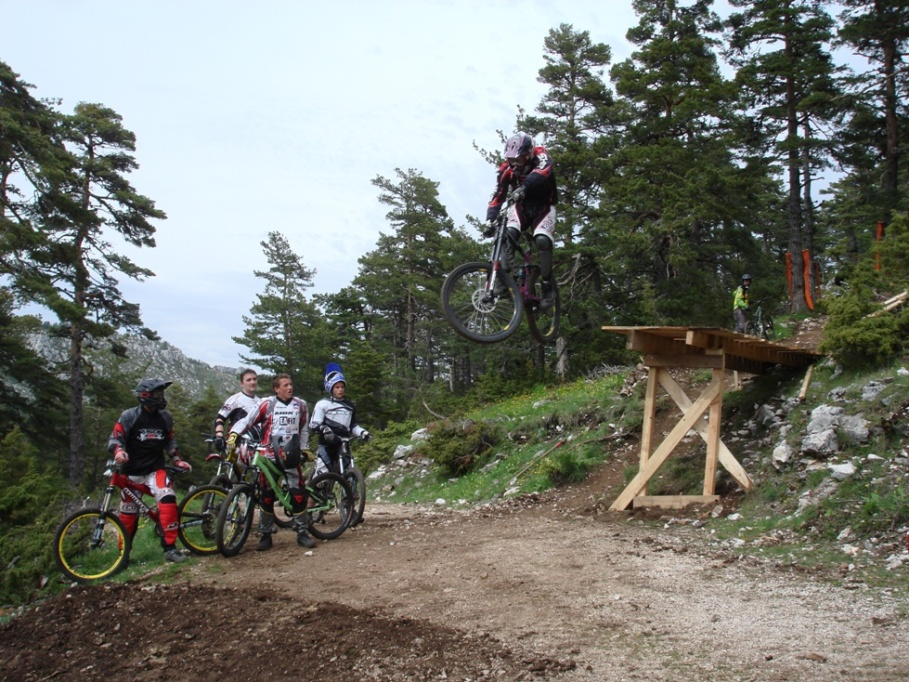
Road gap en VTT

Un road gap est un obstacle à franchir en skis, snowboard ou en VTT. Il consiste le plus souvent en une route à franchir en sautant d'une pente en amont vers une deuxième pente en aval par-dessus une route. Généralement, un kick est disposé à la fin de la première pente.